# Guben
Guben (in lusaziano inferiore e polacco Gubin) è una città di 16 210 abitanti del Brandeburgo, in Germania.
Appartiene al circondario della Sprea-Neiße, di cui è la terza città per popolazione.
Guben si fregia del titolo di "Media città di circondario" (Mittlere kreisangehörige Stadt).

## Geografia fisica
Guben è situata sul lato occidentale del fiume Neiße, al confine con la Polonia, di fronte alla città polacca di Gubin.

## Storia
Guben è una "città divisa", separata nel 1945 secondo gli accordi della Conferenza di Potsdam, che stabilivano i nuovi confini tedesco-polacchi con la "Linea Oder-Neisse".
Dal 1961 al 1990 si fregiò del titolo di "Wilhelm-Pieck-Stadt", in onore del primo presidente della RDT.
Il 20 settembre 1993 vennero annessi alla città di Guben i comuni di Bresinchen, Deulowitz e Schlagsdorf.

## Società

### Evoluzione demografica
- Sviluppo della popolazione dal 1875 entro gli attuali confini (Linea Blu: Popolazione; Linea puntata: Confronto dello sviluppo della popolazione dello stato del Brandenburgo; Sfondo grigio: Ai tempi del governo nazista; Sfondo rosso: Al tempo del governo comunista)
- Sviluppo recente della popolazione (Linea blu) e previsioni

## Amministrazione

### Gemellaggi
Guben è gemellata con:
- Cittadella
- Gubin
- Laatzen